# Arne Nyberg
Arne Nyberg (* 20. Juni 1913 in Säffle; † 12. August 1970) war ein schwedischer Fußballstürmer.

## Laufbahn
Nyberg spielte zunächst für SK Sifhälla. 1932 wechselte er zu IFK Göteborg in die Allsvenskan. Bis 1950 war er für den Verein aktiv und gewann 1935 und 1942 mit dem Klub die schwedische Meisterschaft. Auch nach Ende seiner Spielerlaufbahn war er für den Verein tätig.
Nyberg spielte zudem zwischen 1935 und 1946 31 Mal für die Blågult, in denen er 18 Tore erzielte. Sein erstes Länderspiel bestritt er am 12. Juni 1935 in Stockholm beim 2:2 gegen die finnische Nationalmannschaft. Er nahm an der Weltmeisterschaft 1938 teil und konnte in jedem der drei Spiele im Verlaufe des Turniers jeweils einmal ein Tor erzielen. Dennoch reichte es am Ende nur zu Platz vier.

## Trivia
Nybergs Sohn Ralph spielte wie sein Vater für IFK Göteborg in der Allsvenskan und wurde 1958 mit dem Klub schwedischer Meister.
| Personendaten    | Personendaten               |
| ---------------- | --------------------------- |
| NAME             | Nyberg, Arne                |
| KURZBESCHREIBUNG | schwedischer Fußballspieler |
| GEBURTSDATUM     | 20. Juni 1913               |
| GEBURTSORT       | Säffle                      |
| STERBEDATUM      | 12. August 1970             |